# تالماگ (یوتا)
تالماگ (به انگلیسی: Talmage) یک منطقهٔ مسکونی در ایالات متحده آمریکا است که در شهرستان دوشن، یوتا واقع شده‌است. تالماگ ۲٬۰۸۳٫۰۳ متر بالاتر از سطح دریا واقع شده‌است.